# José Luis Gil Sanz
José Luis Gil Sanz (Saragossa, 9 de desembre de 1957) és un actor espanyol de televisió, teatre, cinema, director i doblatge. El seu paper més conegut és el de Juan Cuesta en la sèrie de televisió humorística Aquí no hay quien viva, passant posteriorment a interpretar el personatge d'Enrique Pastor de La que se avecina. Tanmateix, porta en el doblatge des de finals dels anys 1970, en la seva carrera ha doblat actors com Patrick Swayze, Tim Allen, Hugh Grant i Woody Harrelson.

## Filmografia

### Cinema
Com a doblador
| - La vida de Brian (1979) - Rebels (1983) - St. Elmo's Fire (1985) - Dirty Dancing (1987) - Qui ha enredat en Roger Rabbit? (1988) - The 'Burbs (1989) - Dark Angel (1990) - Ace Ventura: Pet Detective (1994) - El corb (1994) - Braveheart (1995) - Nine Months (1995) - Toy Story (1995) - Independence Day (1996) - Strange Days (1996) - Showgirls (1996) - James and the Giant Peach (1996) - Volcano (1997) | - El gran Lebowski (1998) - La legenda del pianista sull'oceano (1998) - Runaway Bride (1999) - Tarzan (1999) - Toy Story 2 (1999) - Buzz Lightyear of Star Command: The Adventure Begins (2000) - Band of Brothers (2001) - Return to Never Land (2002) - Buscant en Nemo (2003) - El somni d'una nit de Sant Joan (El sueño de una noche de San Juan) (veu) (2005) - Valiant (2005) - A Scanner Darkly (2006) - Petita Miss Sunshine (2006) - Donkey Xote (2007) - Bojos pel surf (2007) - Toy Story 3 (2010) |

Com a actor
| - Con el culo al aire (1980) - Cómo levantar 1000 kilos (1991) - Todo es mentira (1994) - Teresa y Vanessa (1996) - Lisboa (1999) - En la ciudad sin límites (2002) | - Fuga de cerebros (2009) - El contratiempo (curtmetratge) (2010) - G (curtmetratge) (2011) - Entre cartones (curtmetratge) (2012) - Bendita calamidad (2014) |

### Televisió
Com a doblador
| - L'abella Maia (1975) - Walk Don't Run (1976) - Sandokán (1976) - D'Artacan i els tres gossos mosqueters (1981) - Fraggle Rock (1983) - M*A*S*H (1983) - Ashita no Joe (1984) - North and South (1985) | - North and South (1987) - Jo, Claudi (1989) - Home Improvement (1991-1999) - The X-Files (1995) - Buzz Lightyear of Star Command (2000) - Band of Brothers (2001) - Last Man Standing (2012) |

Com a actor
- Fernández y familia (1998)
- Agente 700 (2001-2003)
- El comisario (2002-2003)
- Aquí no hay quien viva (2003-2006)
- La que se avecina (2007-present)
- Felipe y Letizia (2010)

### Teatre
- Tres versiones de la vida(2006-2007)
- Salir del armario (2007)
- Fue la voz en off en la obra Los 39 escalones(2008)
- Te veo(2009)
- Ser o no ser (2009)
- Fuga (2010-2012)
- Una más y nos vamos (2013)
- El gran favor(2013-2014)

### Videojocs
- Informe 64 (VHS) - Revista Nintendo Acció Nº61 (1997)
- Buzz Lightyear of Star Command (2000)
- Atlantis: The Lost Empire (2001)
- Command & Conquer: Generals (2001)

## Premis i nominacions[1]
| Any  | Premi                                | Categoria                              | Títol                  | Resultat  |
| ---- | ------------------------------------ | -------------------------------------- | ---------------------- | --------- |
| 2006 | Premis de la Unió d'Actors (Espanya) | Millor actor protagonista de televisió | Aquí no hay quien viva | Nominat   |
| 2007 | Premis de la Unió d'Actors (Espanya) | Millor actor protagonista de televisió | Aquí no hay quien viva | Guanyador |